# 戈伟
戈伟（1989年9月9日—），中国足球运动员，司职前鋒，现效力于中乙球队江西联盛。

## 职业生涯
2004年，15岁的戈伟刚刚初中毕业，他所在的中山东路体校足球队面临解散。体校的教练认为戈伟是个人才，那时候戈伟身高就达到了1米92，于是他们便向江苏舜天推荐。江苏舜天教练先让戈伟接受测试，但结果令江苏舜天的教练有些失望。除了身高、技术还可以外，戈伟的其他指标均不行。不过，江苏舜天还是看到了戈伟的潜力，还是毅然决然地把他留了下来。
在2007年的青年联赛是戈伟最辉煌的时候，这却不引起国字号球队的重视，因为骨龄测试戈伟始终过不了关，这也使得他无法在大赛中出场。尽管骨龄测试困扰着戈伟，但江苏舜天没有放弃戈伟在2008年主教练裴恩才还把他升入江苏舜天一队。因为骨龄测试不过关，2009年戈伟还曾被中国足协禁赛半年。
2010年5月26日，戈伟在江苏舜天1比0击败天津泰达的比赛中替补出场，完成自己职业生涯首秀。7月24月，他在和南昌衡源的比赛中打进职业生涯首个进球，帮助球队1比0击败对手。戈伟凭借在联赛中的出色表现，得以入选中国国奥队。但9月24月，戈伟在江苏舜天和杭州绿城的比赛中替补出场五分钟即因和杜威拼抢受伤离场，赛后检查发现他的右膝十字韧带出现撕裂，赛季报销。2011赛季又在和南昌衡源的季前热身赛中旧伤复发，恢复后在和天津泰达的预备队联赛再次因伤离场。7月，戈伟进行手术治疗，并在2012年4月开始有球训练，5月15日在江苏舜天1比1战平长春亚泰的预备队联赛替补出场，回归赛场。
2014年2月，戈伟离开江苏舜天，加盟中乙联赛球队江西联盛。